# لويس بيدرو
لويس بيدرو (بالهولندية: Luís Pedro)‏ (27 أبريل 1990 بلواندا في أنغولا - ) هو لاعب كرة قدم هولندي في مركز الهجوم. شارك مع منتخب هولندا تحت 19 سنة لكرة القدم. أما مع النوادي، فقد لعب مع غو أهد إيغلز وفاينورد وليفسكي صوفيا ونادي إكسلسيور ونادي بوتيف بلوفديف ونادي تارغو موريش ونادي كارلايل يونايتد وهيراكليس ألميلو.

## وصلات خارجية
- لويس بيدرو على موقع قاعدة بيانات كرة القدم.إي يو (الإنجليزية)
- لويس بيدرو على موقع Soccerway.com (الإنجليزية)